# Verbranding

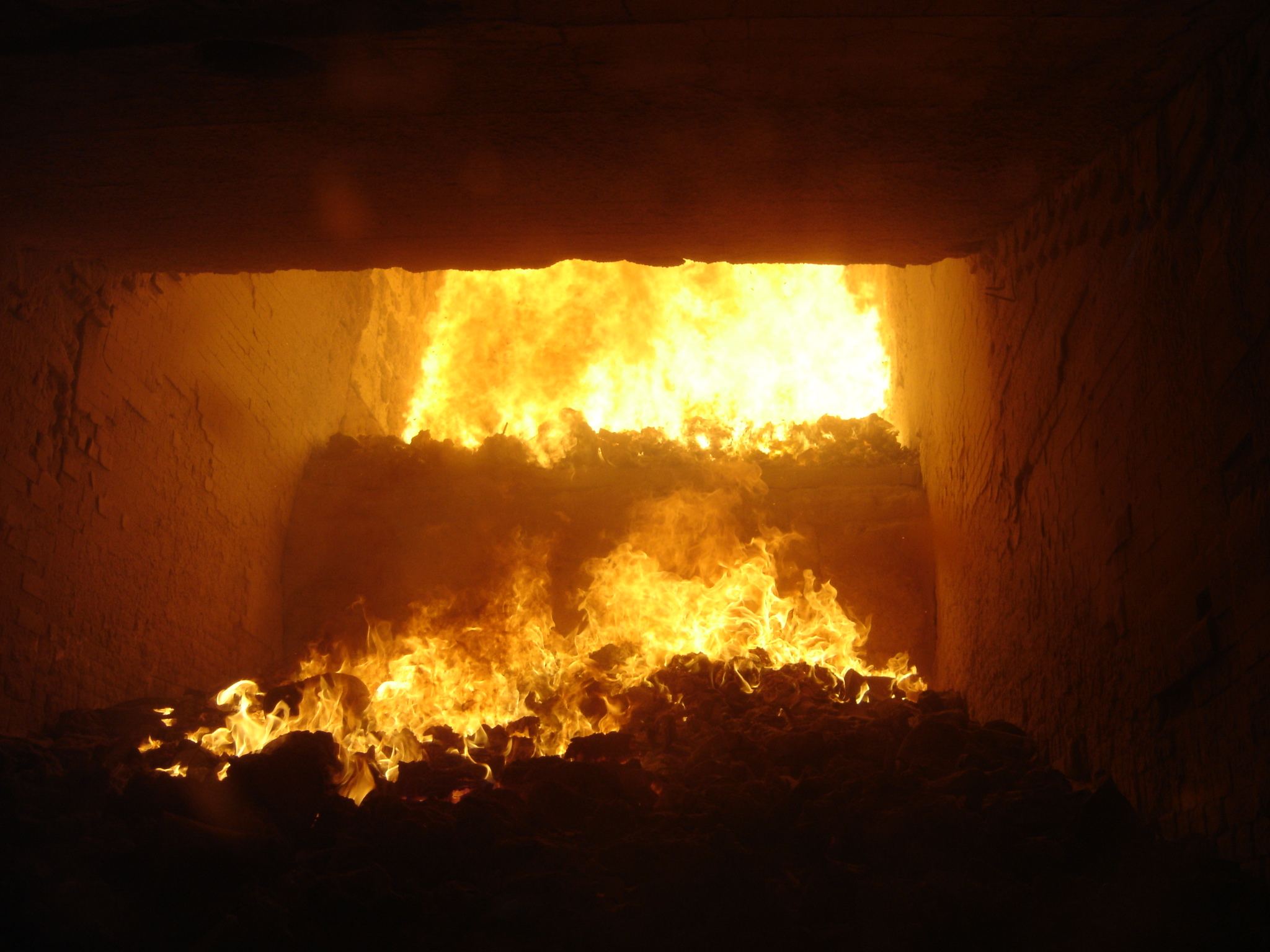
Afvalverbrandingsoven voor energieopwekking

Verbranding is een complex geheel van voornamelijk exotherme chemische reacties, tussen een brandstof en een oxidator. De oxidator is meestal zuurstofgas, de brandstof bestaat dan uit koolstofverbindingen, of uit waterstof. Bij verbranding wordt chemische energie omgezet in de zintuiglijk waarneembare energie-vormen warmte (gloed) en licht (vlam). Organische verbindingen reageren, bij een volledige verbranding, met dizuurstof tot kooldioxide en waterdamp, waterstof oxideert tot waterdamp. Verbranding kan zowel met vaste, vloeibare als gasvormige brandstoffen optreden. 
Behalve brandstof en een oxidator is er voor de verbranding een gangmaker nodig. Bijvoorbeeld wrijving om een lucifer aan te steken, een brandende lucifer om een vuur aan te steken, een piëzo-elektrische vonk om het gas van een aansteker of een gasbrander aan te steken, een elektrische vonk voor een benzinemotor, of samendrukking voor een dieselmotor.

## Volledige versus onvolledige verbranding
Volledige verbranding van een stof houdt in dat de geoxideerde stof zich maximaal met de oxidator (meestal zuurstof) verbindt. Dit betekent dat de moleculen van de brandstof eerst in atomen worden gesplitst, waarna ieder vrijgekomen atoom zich bindt aan zoveel atomen van de oxidator, als voor dat type atoom mogelijk is. 
Onvolledige verbranding treedt op als er te weinig van de oxidator aanwezig is, en de verbranding toch niet stopt (bijvoorbeeld door extreme hitte). Bij onvolledige verbranding zullen atomen uit de brandstof zich binden aan minder atomen van de oxidator (meestal zuurstof) dan voor dat type atoom mogelijk is. Een voorbeeld van onvolledige verbranding is de gedeeltelijke verbranding van zwavel tot zwavelmonoxide (2 S + O2 → 2 SO). 
Daarnaast kunnen moleculen van de brandstof niet volledig in atomen worden opgesplitst, waarbij 'brokstukken' van de brandstof zich verbinden met atomen van de oxidator, of zelfs dat niet. Roet is een voorbeeld van zulke onverbrande brokstukken van de brandstof. 
Bij een onvolledige verbranding komt minder energie in de vorm van warmte vrij dan bij een volledige verbranding.

## Giftigheid enmilieubelastingvan verbrandingsproducten
Als bekend is uit welke atomen een molecuul van een brandstof bestaat, kan de kans op het vrijkomen van giftige verbrandingsproducten worden voorspeld. Bij volledige verbranding is het eenvoudig: ieder type atoom uit het molecuul van de brandstof bindt zich, afhankelijk van zijn valentie, aan zo veel mogelijk atomen van de oxidator (meestal zuurstof). Deze nieuw ontstane chemische verbindingen zijn de verbrandingsproducten. 
Bij onvolledige verbranding zijn veel verschillende verbrandingsproducten mogelijk, die ieder giftig kunnen zijn. Atomen van sommige elementen kunnen met één of meer sub-maximale aantallen atomen van de oxidator verbonden worden, en ook zijn vele verbrande en onverbrande 'brokstukken' van het molecuul van de brandstof mogelijk. Een belangrijk voorbeeld van een gevaarlijk verbrandingsproduct dat wordt gevormd bij onvolledige verbranding is het verstikkende gas koolmonoxide. De onvolledige verbranding is vaak het gevolg van een slecht afgestelde kachel, waardoor de zuurstoftoevoer onvoldoende is. Ook bij brand is koolmonoxide een belangrijke doodsoorzaak.

## Verbranding van gasvormige brandstoffen
De eenvoudigste verbranding is die van gasvormige brandstoffen. De gasvormige brandstof en de gasvormige oxidator (doorgaans zuurstof in lucht) kunnen  goed mengen, en daardoor homogeen en efficiënt met elkaar reageren. Bekend is aardgas als efficiënte, schone brandstof. De meest voorkomende reactie bij deze verbranding is:
{\displaystyle {\ce {CH4 + 2O2 -> CO2 + 2H2O}}}
Bij onvolledige verbranding (bij een tekort aan zuurstof) treedt daarnaast onder andere deze reactie op:
{\displaystyle {\ce {2CH4 + 3O2 -> 2CO + 4H2O}}}
Het bijproduct van de verbranding is dan koolstofmonoxide (CO). Bij een nog groter gebrek aan zuurstof wordt ook roet (C) gevormd.
Aardgas is voornamelijk methaangas, maar ook propaangas en butaangas vinden toepassing, vooral op campings en regio's waar geen aardgas voorhanden is.
De waargenomen vlam is in feite het hete gas dat licht afgeeft, volgens de Wet van Planck. De kleur van het licht volgt uit de Wet van Wien. Een goede vlam zal heet zijn, dus grotendeels blauw. Onvolledige verbranding blijkt uit een gele of oranje vlam.
De oxidator is niet altijd zuurstofgas. Zo gebruikt men in raketmotoren dikwijls waterstofperoxide als oxidator. In springstoffen — waar een heel snelle verbranding  (explosie) gebeurt — is de oxidator nitraat of chromaat.

## Verbranding van vloeibare brandstoffen
Ingewikkelder is de verbranding met een vloeibare brandstof. Vloeibare brandstof moet eerst tot een gas of tot een nevel overgaan voordat verbranding kan optreden. Zo zal in een verbrandingsmotor, benzine of diesel verstoven worden in een verbrandingskamer. Stookolie zal eveneens verdampen door de hitte van de verbranding. Ook hier duidt een blauwe vlam op een hoge temperatuur, en een oranje, gele of rode vlam op een lage. Een zwartkleurende vlam duidt op de aanwezigheid van roet: deeltjes vaste koolstof, die onverbrand met de rook meevliegen. Omdat roet schadelijk is voor de longen zijn veel roetproducerende motoren, zoals diesels, uitgerust met een roetfilter.

## Verbranding van vaste brandstoffen
Nog ingewikkelder is de verbranding van vaste brandstoffen, bijvoorbeeld steenkool of hout. Hout zal eerst moeten drogen door de warmte. Een houtvuur zal aanvankelijk witte rook afgeven, dit is het tot 'stoom' vernevelde, in het hout aanwezige water. Vervolgens zullen de complexe organische moleculen door de hitte uiteenvallen in kleinere brokstukken, die uiteindelijk als gasvorm vervluchtigen en met zuurstof reageren. Die gasverbranding geeft dan de vlammen. De vlammen zijn de hete gassen die oplichten door hun temperatuur. Ook hier kan de rook zwarte roetdeeltjes bevatten, naast andere, niet volledig verbrande stoffen, die in het hout zitten en als as overblijven.

## Ongewenste verbranding van stikstof in verbrandingsmotoren
Lucht bevat 21% zuurstofgas en 78% stikstofgas, plus kleine hoeveelheden andere gassen, met name (ongeveer 1%) argon. De zuurstof dient als gezegd doorgaans als oxidator. Stikstofgas is grotendeels inert en neemt meestal geen deel aan de verbrandingsreactie. Bij hoge temperatuur kan het echter voorkomen, dat stikstofgas en zuurstofgas met elkaar reageren en stikstofoxiden vormen, zogenaamde NOx. Dit is een verzamelbegrip voor NO, NO2, N2O3 enz, gassen  die schadelijk zijn voor de longen. Daarom is een benzinemotor uitgerust met een katalysator om deze stikstofoxiden af te breken.

## Onbrandbaar
De brandbaarheid van stoffen wordt uitgedrukt als energetische waarde in MJ/kg. Zo wordt een stof met een energetische waarde van 2,0 MJ/kg of minder als onbrandbaar aangemerkt.